# Ankara (Schiff, 1983)
Die Ankara war ein 1983 in Dienst gestelltes Fährschiff der türkischen Reederei Turkish Maritime Lines. Sie blieb bis 2012 im Einsatz und diente ab 2015 als Schulschiff unter dem Namen Piri Reis Üniversitesi. 2022 ging die ehemalige Fähre zum Abbruch ins indische Alang.

## Geschichte

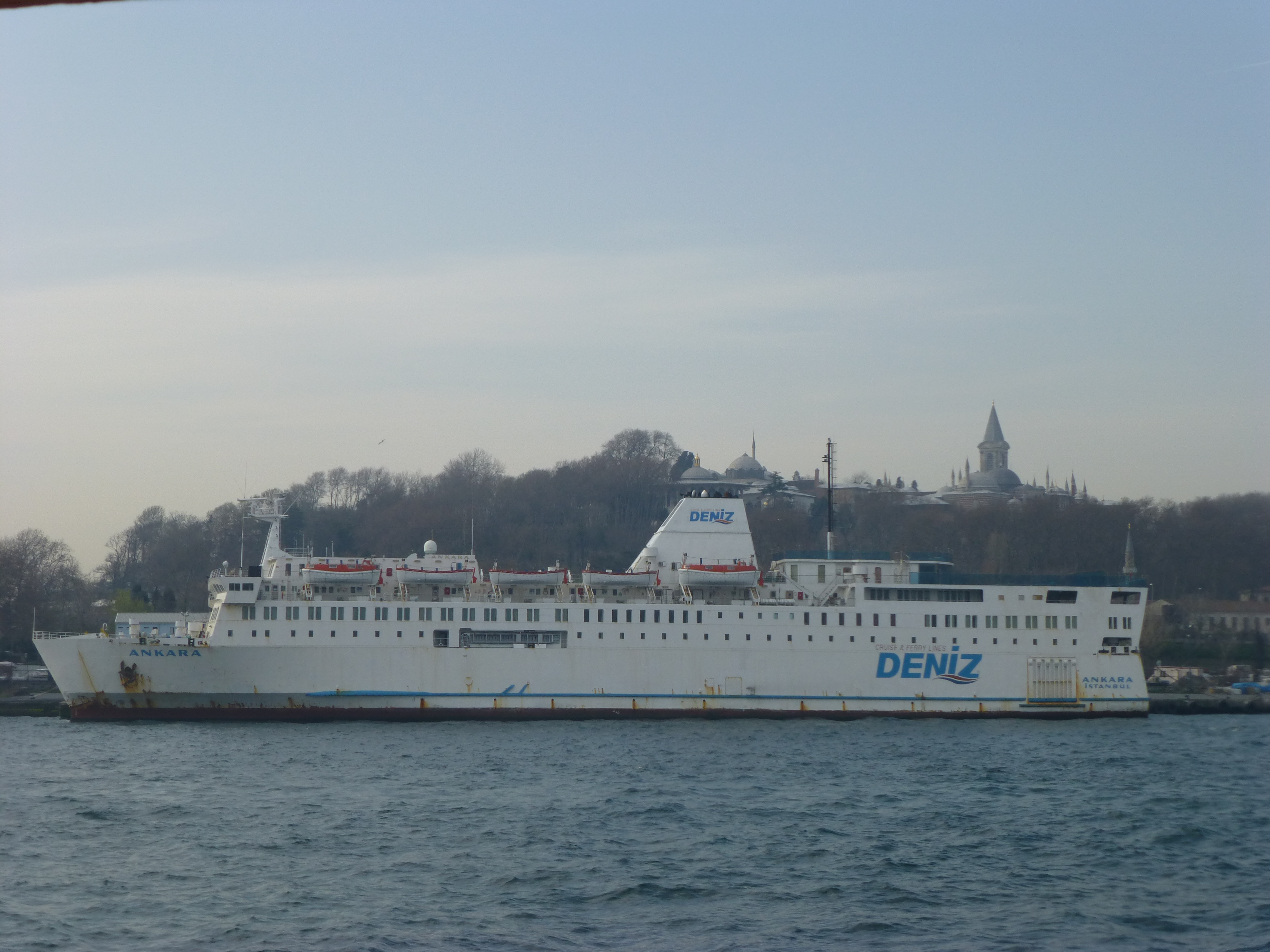
Die Ankara in Istanbul, April 2012

Die Ankara entstand ursprünglich als Mazowia für die polnische Reederei Polferries unter der Baunummer B490/03 in der Stettiner Werft und lief am 12. Dezember 1981 vom Stapel. Aufgrund von polnischer Staatsschulden ging das Schiff jedoch noch vor seiner Fertigstellung an die Türkei und wurde am 10. Juni 1983 als Ankara abgeliefert. Am 1. Juli 1983 nahm es den Fährdienst von Istanbul nach Izmir auf, später bediente die Fähre die Strecke von Izmir über Antalya nach Venedig. Die Ankara hatte vier Schwesterschiffe: Die Pomerania (1978; 2014 abgewrackt), Silesia (1979), Samsun (1985; 2021 abgewrackt) und Iskenderun (1991).
Ab 2000 beförderte das Schiff nur noch 289 Passagiere. Von Juni bis September 2003 fuhr es unter Charter der Sancak Line auf der Strecke von Çeşme nach Brindisi. Im Sommer 2004 setzte auch die Turkish Maritime Lines die Ankara auf dieser Strecke ein, ehe sie aufgelegt wurde. Seit November 2003 stand das Schiff aufgrund von Sicherheitsmängeln auf einer „schwarzen Liste“ für ein Verbot des Anlaufens von Häfen innerhalb der Europäischen Union.
Im November 2004 ging die Ankara in den Besitz der Reederei Deniz Cruise & Ferry Lines über und erhielt bei einem Umbau im Jahr 2006 zusätzliche Aufbauten am Heck, ehe sie am 16. Juni 2006 den Fährbetrieb von Istanbul nach Bodrum aufnahm. Seit 2007 lief das Schiff zudem Çeşme und Izmir an. Ab 2009 lag die Fähre erneut in Istanbul auf.
Von Februar bis April 2011 half die Ankara bei der Evakuierung von Flüchtlingen aus Libyen während des Arabischen Frühlings. Anschließend fuhr sie unter Charter von Adriatica  zwischen Bari und Durrës. Am 20. Oktober 2011 kollidierte die Fähre vor der Küste Albaniens mit dem Frachtschiff Reina I, das kurz darauf sank. Drei Besatzungsmitglieder des Frachters kamen hierbei ums Leben. Am 16. Februar 2012 wurde die Ankara aufgelegt, ihre Dienstzeit als Passagierfähre endete hiermit.
Nach über drei Jahren Liegezeit fand sich im Juli 2015 mit der Piri Reis University, einer Universität für Maritimes in Istanbul, ein neuer Betreiber, der das Schiff als Piri Reis Üniversitesi zur Ausbildung seiner Studenten nutzte. Im Februar 2022 wurde die ehemalige Fähre zum Abbruch verkauft. Unter dem Überführungsnamen Raees und der Flagge Gabuns traf sie im Mai 2022 bei den Abwrackwerften im indischen Alang ein.